# Amblotherium
Amblotherium is een geslacht van uitgestorven zoogdieren, dat leefde in het Laat-Jura.

## Beschrijving
Deze 25 cm lange primitieve insecteneter had een groot aantal kiezen achter de hoektanden, tot 12 per kaak. De afzonderlijke brede en korte kiezen vertoonden veel gelijkenis met die van de huidige tenreks uit Madagaskar.

## Vondsten
Van dit dier werden resten gevonden in Europa en Noord-Amerika.